# Neocladia tibialis
Neocladia tibialis är en stekelart som beskrevs av Annecke 1965. Neocladia tibialis ingår i släktet Neocladia och familjen sköldlussteklar. Inga underarter finns listade i Catalogue of Life.